# Шевченко Сергій Павлович
Сергі́й Па́влович Шевче́нко (18 травня 1974 — 23 листопада 2017) — солдат Збройних сил України, учасник російсько-української війни.

## Життєпис
Народився 1974 року в селі Новопокровка (Чугуївський район, Харківська область); закінчив новопокровську школу. 13 років відпрацював — до 2009-го — на Новопокровському комбінаті хлібопродуктів.
На початку війни добровольцем пішов на фронт, воював у складі розвідвзводу 1-го батальйону 92-ї бригади, у БСП «Донбас», зумів вийти з Дебальцевого в лютому 2015 року. Перейшов на військову службу за контрактом до 16-го батальйону; солдат, гранатометник 3-ї роти «Донбас».
З другою дружиною познайомився, коли прийшов у відпустку в лютому 2015-го. За рік ще кілька разів приходив у відпустку, в 2016 році зазнав поранення: у Щасті зачепив розтяжку. Лікувався в Пущі-Водиці. Розписався 6 червня 2017 року в Чугуєві під час відпустки. Припинив службу за контрактом 17 жовтня, побув місяць вдома, а вже 16 листопада знову пішов на фронт.
23 листопада 2017 року загинув у ході восьмигодинного бойового зіткнення в районі Бахмутської траси — від поранень у груди (вище бронежилета) — бої по лінії село Кримське (Новоайдарський район) — окуповане смт Сентянівка. Тоді ж загинули старший лейтенант Олександр Тюменцев, сержант Олександр Сухінін, молодший сержант Денис Кривенко, один військовик (поранений) потрапив у полон; одного з полеглих евакуювали одразу після бою, ще три тіла терористи передали українським ветеранам Афганістану 25 листопада на мосту біля міста Щастя.
29 листопада 2017 похований на кладовищі № 18 Харкова, Алея Слави.
Без Сергія лишились мама, брат, дружина Альона та троє дітей.

## Нагороди та вшанування
- указом Президента України № 42/2018 від 26 лютого 2018 року «за особисту мужність і самовіддані дії, виявлені у захисті державного суверенітету та територіальної цілісності України, зразкового виконання військового обов'язку» — нагороджений орденом «За мужність» III ступеня[1]
- 7 грудня 2018 року в Новопокровському навчально-виховному комплексі відбулося відкриття двох пам'ятних знаків вихованцям закладу — Андрію Маслову та Сергію Шевченку.